# 排隊

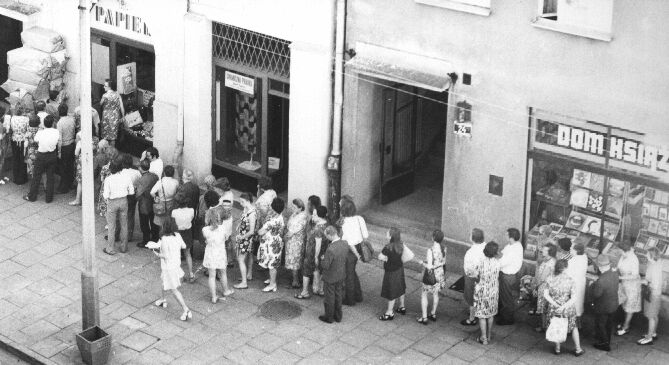

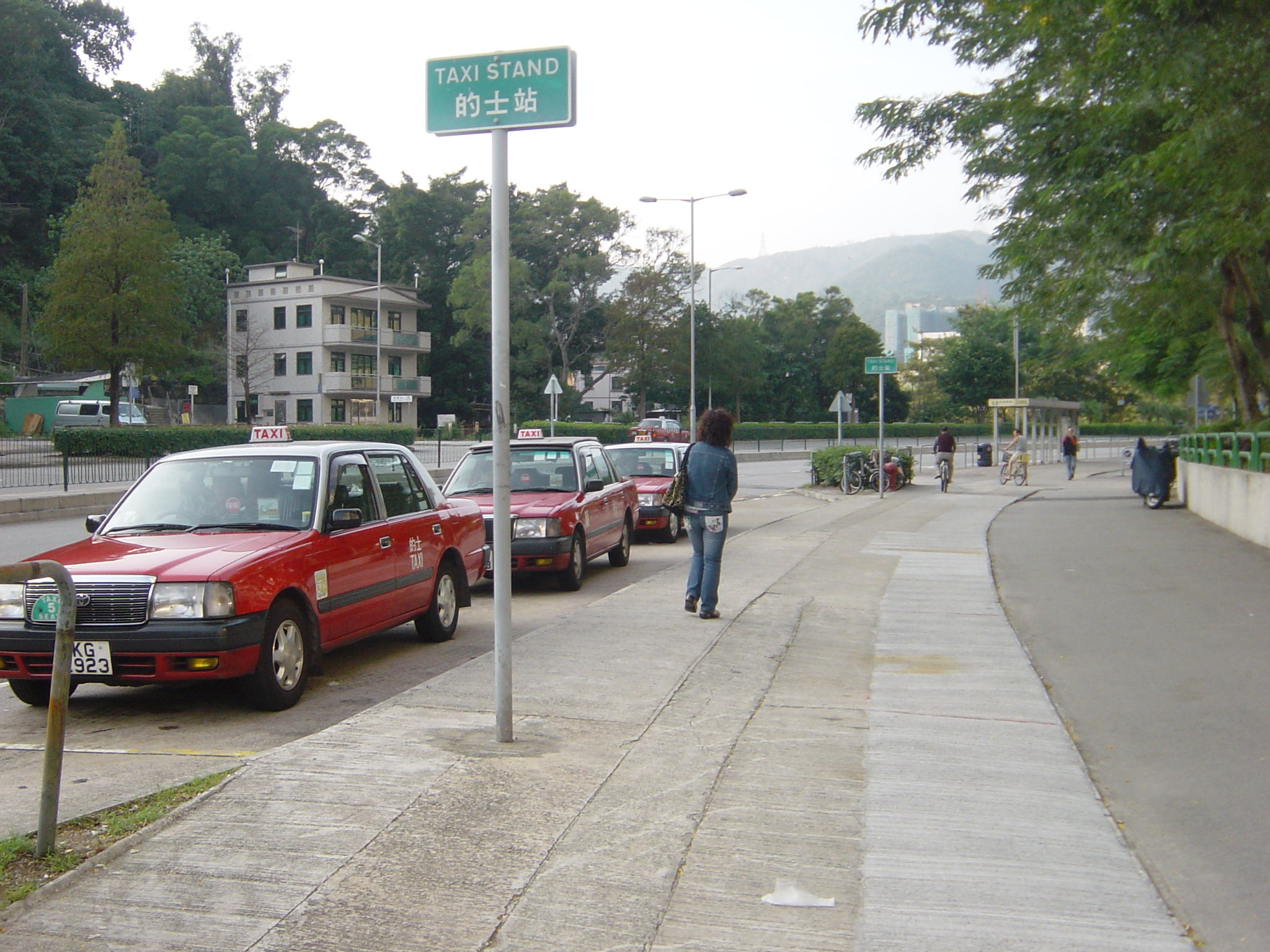
一隊等人的計程車

排隊，是有目的地一個跟一個的列隊。人类社会中，一般認為排隊是文明的表現。在不同的社會中，有一定的文化差異。排隊是有限資源的分配方法之一，以順序確保公平：排隊可能有各種表現型式（抽號碼牌、預辦登記等等），意義是確保資源分配有固定規則而不因人而異；「先到先得」，以排除「價高者得」或者「親疏有別」、「私相授受」等的不公平行為。
排隊等候時間長短會影響顧客對該產品或服務的品質知覺。主題樂園中遊客對最喜愛設施可接受的等待時間約為6.51分鐘到29.27分鐘，合適的等待時間約為17.89分鐘。廣東俗語「排長龙」、「打蛇餅」即是排隊人數極多，現場給排隊人龍團團圍著，水洩不通。

## 意義
排隊可以體現一定的公平性。在紀律部隊的訓練課程中，必定有排隊操練此一項目，它可以找出不合群、個人主義意識強烈的小單位，再重點訓練。

## 相關
- 排隊理論（Queueing Theory）
- 先入先出
- 瓶頸
- 輪候區
- 插隊
- 保安
- 水馬
- 霸位：佔位子，美食軟件
- 排隊欄桿

## 文內注釋
1. ↑  . PanSci 泛科學. 2015-08-24  [2018-03-29]. （原始内容存档于2021-01-23） （中文（臺灣））.